# Nera (Rumunia)

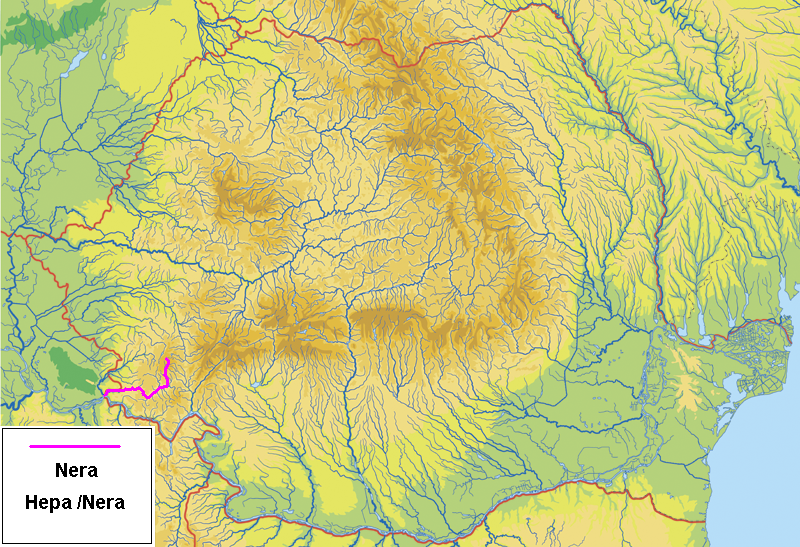
Nera

Nera (serb. Нера – Nera, węg. Néra) – rzeka w zachodniej Rumunii i we wschodniej Serbii, lewy dopływ Dunaju. Długość – 124 km, powierzchnia zlewni – 1,240 km². Rzeka nie jest żeglowna.
Nera ma źródła pod szczytem Piatra Grozbe w górach Semenic w Południowych Karpatach. Płynie przez te góry na południe, dociera do Kotliny Almăj, zmienia kierunek na zachodni i płynie przez Góry Banackie. W dół od wsi Naidăș rzeka stanowi granicę między Rumunią i Serbią. Z gór Nera wypływa do Kotliny Belocrkvanskiej. We wsi Vračev Gaj skręca na południe i wpada do Dunaju koło wsi Stara Palanka.
W końcowym odcinku koryto Nery ma szerokość 20–40 m i tworzy liczne zatoczki, dające możliwość wędkowania. Dno rzeki wyściela żwir.